# Kanumane, Sagar
Kanumane là một làng thuộc tehsil Sagar, huyện Shimoga, bang Karnataka, Ấn Độ.